# Liste der Bodendenkmäler in Pforzen
Auf dieser Seite sind die Bodendenkmäler in der schwäbischen Gemeinde Pforzen zusammengestellt. Diese Tabelle ist eine Teilliste der Liste der Bodendenkmäler in Bayern. Grundlage ist die Bayerische Denkmalliste, die auf Basis des Bayerischen Denkmalschutzgesetzes vom 1. Oktober 1973 erstmals erstellt wurde und seither durch das Bayerische Landesamt für Denkmalpflege geführt wird. Die folgenden Angaben ersetzen nicht die rechtsverbindliche Auskunft der Denkmalschutzbehörde.

## Bodendenkmäler der Gemeinde Pforzen

### Bodendenkmäler in der Gemarkung Ingenried
| Lage                 | Objekt | Akten-Nr.     | Bild |
| -------------------- | --- | ------------- | ---- |
| Ingenried (Standort) | Teilstück einer Straße der römischen Kaiserzeit.                                                                   | D-7-8029-0066 |      |
| Ingenried (Standort) | Mittelalterliche und frühneuzeitliche Befunde im Bereich der Katholischen Pfarrkirche St. Laurentius in Ingenried. | D-7-8029-0168 |      |
| Ingenried (Standort) | Frühneuzeitliche Befunde im Bereich der Katholischen Kapelle St. Sebastian in Ingenried.                           | D-7-8029-0169 |      |
| Ingenried (Standort) | Frühneuzeitliche Befunde im Bereich der Katholischen Kapelle St. Joachim in Irpisdorf und ihrer Vorgängerbauten.   | D-7-8029-0171 |      |
| Ingenried (Standort) | Frühneuzeitliche Befunde im Bereich der Feldkapelle Kerker in Irpisdorf.                                           | D-7-8029-0172 |      |

### Bodendenkmäler in der Gemarkung Pforzen
| Lage               | Objekt | Akten-Nr.     | Bild |
| ------------------ | --- | ------------- | ---- |
| Pforzen (Standort) | Grabhügel der Hallstattzeit. | D-7-8029-0081 |      |
| Pforzen (Standort) | Mittelalterlicher Turmhügel. | D-7-8029-0083 |      |
| Pforzen (Standort) | Rechteckige Wallanlage vor- und frühgeschichtlicher Zeitstellung.                                                                        | D-7-8029-0086 |      |
| Pforzen (Standort) | Erd-/Grabenwerk vor- und frühgeschichtlicher Zeitstellung.                                                                               | D-7-8029-0087 |      |
| Pforzen (Standort) | Frühmittelalterliches Reihengräberfeld.                                                                                                  | D-7-8029-0107 |      |
| Pforzen (Standort) | Villa rustica der römischen Kaiserzeit.                                                                                                  | D-7-8029-0108 |      |
| Pforzen (Standort) | Siedlung und Grabhügel vor- und frühgeschichtlicher Zeitstellung.                                                                        | D-7-8029-0114 |      |
| Pforzen (Standort) | Brücke vor- und frühgeschichtlicher Zeitstellung.                                                                                        | D-7-8029-0116 |      |
| Pforzen (Standort) | Siedlung vorgeschichtlicher Zeitstellung, Gräber der mittleren Bronzezeit und der Hallstattzeit.                                         | D-7-8029-0117 |      |
| Pforzen (Standort) | Körpergräber des frühen Mittelalters. | D-7-8029-0122 |      |
| Pforzen (Standort) | Turmhügel des hohen und späten Mittelalters.                                                                                             | D-7-8029-0131 |      |
| Pforzen (Standort) | Freilandstation des Mesolithikums und Siedlung der römischen Kaiserzeit.                                                                 | D-7-8029-0137 |      |
| Pforzen (Standort) | Mittelalterliche und frühneuzeitliche Befunde im Bereich der Katholischen Filialkirche St. Nikolaus in Leinau und ihrer Vorgängerbauten. | D-7-8029-0163 |      |
| Pforzen (Standort) | Mittelalterliche und frühneuzeitliche Befunde im Bereich der Katholischen Pfarrkirche St. Valentin in Pforzen.                           | D-7-8029-0165 |      |
| Pforzen (Standort) | Mühle der frühen Neuzeit. | D-7-8029-0166 |      |
| Pforzen (Standort) | Siedlung des frühen, hohen und späten Mittelalters sowie frühmittelalterliche Gräber.                                                    | D-7-8029-0175 |      |
| Pforzen (Standort) | Wall vor- und frühgeschichtlicher oder mittelalterlicher und frühneuzeitlicher Zeitstellung.                                             | D-7-8029-0176 |      |